# 怠速熄火系統

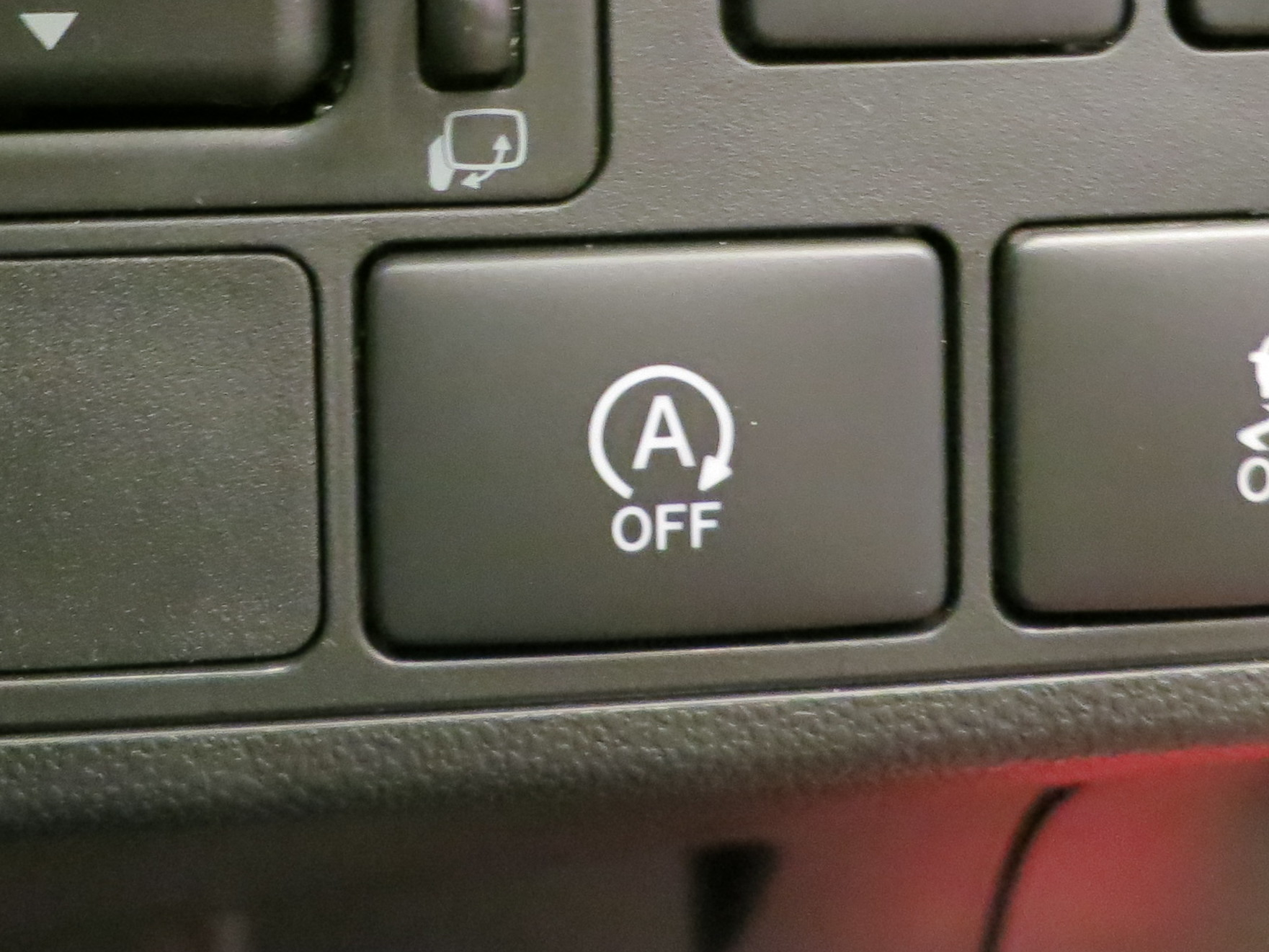
手動關閉怠速熄火系統的按鈕

怠速熄火系統（英語：start-stop system），是一種控制汽車或摩托車廢氣排放的裝置，當汽車速度為零或接近零（怠速）、煞車踩住等暫時停車時，引擎進行熄火以節省燃料以及降低空氣污染。當駕駛人放開煞車並踩下油門起步時，引擎重新啟動，而一般重新發動引擎的方法是採用啟動馬達來達成。

## 發展歷程
根據日本財團法人能源節省中心的測試顯示，一輛引擎排氣量2.0L的汽車在不開啟空調、打到空檔的狀態下怠速運轉10分鐘，大約消耗140c.c.左右的燃油。如果打到D檔、開啟空調的話，汽油消耗量更達260c.c.。若以每天怠速10分鐘計算，一年大約可節省51至95公升的汽油及減少120至220公斤的二氧化碳排放。因此怠速熄火系統的概念發想便是讓引擎在怠速運轉時自動熄火，節省油耗也減少排放廢氣。
早在1970年代中葉，日本豐田汽車便嘗試在一輛豐田皇冠上安裝一種電子裝置，可在汽車靜止1.5秒後關閉引擎。試驗結果發現在東京繁忙的交通裡，這種新技術可讓油耗效率提升10%。1980年代起這項科技開始裝置於量產市售車上，義大利飛雅特汽車的飛雅特Regata與德國福斯集團的第二代福斯Polo皆可見到。1994年第三代福斯Golf、福斯Lupo（3L車型），以及1999年奧迪A2（3L車型）皆配置了怠速熄火裝置，縱然這些車款因售價高昂而賣相不佳。
2006年法國標緻雪鐵龍集團麾下的雪鐵龍汽車發表了一套名為「Stop and Start」怠速熄火系統，搭載於雪鐵龍C2和雪鐵龍C3上。這套系統結合了該公司研發之「SensoDrive」自動變速箱與電子控制之ISG可逆發電機（integrated starter-generator之縮寫）。ISG結合了啟動馬達與發電機，乃由法商法雷奧與日商電裝共同研發而成。相同的「Stop and Start」怠速熄火裝置也搭載於2011年小改款的標緻3008 e-HDi車型，配合1.6L柴油引擎及煞車動能回收系統，可節省燃油損耗達15%的效果。
德國BMW則將怠速熄火系統應用旗下「高效動力」（Efficient Dynamics）車款多年，包括2008年以後的迷你車系。BMW一直致力於減少引擎動力的損耗，他們改用德商博世公司發展的加強型啟動馬達，在頻繁關閉、啟動的環境下比一般啟動馬達承受更多的啟動次數。BMW使用的啟動馬達大部分的時間並未被啟動，這意味著該項電子元件通常由電瓶供電。當電瓶需要充電、或者減速制動時，該啟動馬達便開始替電瓶充電（意即再生制動），故後者為特製之閥控密封鉛酸蓄電池（valve-regulated lead–acid battery）。因為使用再生制動且ISG可輔助引擎，某些人將這種方式稱為「微型混合動力」（micro hybrid）。
在日系車廠方面，馬自達汽車也開發出i-Stop系統，在靜止怠速的狀態下重新啟動時會決定首先運作的汽缸，該汽缸的活塞會停在適當位置且汽缸內完成掃氣行程。等系統判斷將重新啟動時，就噴射燃料快速點火燃燒，同時驅動啟動馬達。啟動過程耗時約0.35秒，而且相當平順。此外，本田汽車於1999年推出油電混合車第一代本田Insight，也在日規車型上搭載了名為「automatic idle stop」的怠速熄火裝置。
2008年末義大利飛雅特汽車於旗下第二代飛雅特500安裝了怠速熄火裝置，乃由博世公司供應；愛快羅密歐在同年推出的MiTo亦搭載了相同的系統。印度車廠馬恆達（Mahindra & Mahindra Limited）於2011年11月24日發表上市的運動型多用途車XUV 500，領先該地市場搭載怠速熄火系統。這套系統完全本土研發，非但涉及了霍爾效應感知器（Hall effect sensor）與離合器踏板感知器，也跟燃油噴射系統與高壓共軌缸內直噴技術（common rail direct-injection，與德國博世公司合資開發而成）有關。此外，另一車廠塔塔汽車也在旗下輕型貨車Ace LCV車型上搭載怠速熄火系統。
韓國起亞汽車在2011年紐約汽車展時宣布，2012年款的起亞Rio及五門掀背車Rio5搭載名為「Idle Stop & Go」的怠速熄火系統。該公司表示這套系統搭配缸內直噴技術後，最佳油耗表現可達市區30mpg、高速公路40mpg。日本輕型車霸主鈴木公司在同年9月發表一套新開發的怠速熄火系統，當駕駛人踩下煞車使時速降至13km/hr以下時，引擎會自動停止運轉以節省燃油。此套系統除搭載於自家之鈴木Wagon R車款外，亦配置於OEM車款馬自達Flair。另一日系輕型車製造商大發工業亦在2012年11月3日發表「eco IDLE」怠速熄火系統，以JC08C規範測試，油耗表現最高可達到26.0km/L。

## 質疑與隱憂
2001年2月美國國家公路交通安全管理局曾針對非油電混合車款的第一代本田Insight附有「Idle Stop」裝置的自動變速箱提出質疑，因為該自排變速箱會在引擎自動重啟時突然發生蹣跚前進或後退的暴衝。一般混合動力車輛從靜止狀態重新啟動時，動力輸出幾乎沒有延遲，這是電動馬達的作用所致。但另一方面，汽油引擎車與微型混合動力車則會發生約數秒的延遲。某些人認為怠速熄火系統應配備啟動馬達組件，但事實並非如此。馬自達的i-Stop怠速熄火系統藉由感測汽缸內活塞的位置而重啟引擎，他們宣稱能在0.35秒內更快、更安靜地重啟。再者，目前量產車大部分的怠速熄火系統，皆無法在怠速熄火時提供冷氣，因此車上乘員必須忍受車內升高之溫度，直至引擎重新啟動、空調系統再度運轉為止，一些量產車在氣溫較高時不啟動怠速熄火，以維持空調系統運轉。

## 摩托車的應用
2011年4月中華民國行政院環境保護署考慮六期機車廢氣排放標準要強制所有新車安裝怠速熄火裝置，於是光陽機車率先推出具備該裝置的V2 125 Idle Stop車款。這部搭載124.6c.c.四行程單缸強制空冷引擎的摩托車，在鑰匙孔上方配置一個怠速熄火裝置的黃色啟動開關，儀錶板也有一顆小燈，亮起時代表開啟怠速熄火裝置。該裝置由光陽稱作「SiT智慧驅動噴射系統」主導，打開開關遇紅燈停下機車時，系統自動研判引擎運轉溫度、電壓是否足以再度啟動。若所有條件成立則機車靜止3秒後就會自動熄火，而靜止時大燈、尾燈依然維持運作。遇綠燈準備起步，只要轉動油門，啟動馬達就會點火再度發動機車。
2018年5月三陽工業首款使用 零延遲啟動發電系統Z.R.S.G.之怠速熄火車款 FNX上市。
2020年6月台灣山葉機車首款引進日本原廠SMG系統搭載之怠速熄火車款 NMAX 155 上市 

## 內部連結
- 節能減碳
- 怠速

## 外部連結
- 汽車線上：從MAZDA Axela i-Stop談怠速熄火系統 （页面存档备份，存于）
- 搜狐汽車：不做無用功，汽車怠速熄火功能詳細介紹 （页面存档备份，存于）